# An Innocent Informer
An Innocent Informer è un cortometraggio muto del 1913 diretto da Ashley Miller

## Trama
Lige Ridgley ama teneramente sua figlia, ma non vuole che abbia una relazione con Bob Manly, un giovane droghiere. Bob, benché gravato da un'ipoteca, non accetta l'offerta del governo di collaborare per denunciare le distillerie clandestine. Deciso a partire per il West in cerca di fortuna, scrive un biglietto alla fidanzata, usando come carta il retro di parte della lettera che gli era stata inoltrata dal servizio segreto. La ragazza, leggendola, vede la cifra offerta e, quando un giorno si imbatte per caso in un edificio che scopre essere una distilleria clandestina, incassa la taglia che consegna a Bob, ignorando però che ha appena denunciato il suo stesso padre, distillatore e contrabbandiere d'alcol. Accortasi di quello che ha fatto, spinge Bob a difendere suo padre: il giovane si cambia i vestiti con quelli di Ridgely e lo fa allontanare, mentre lui viene ferito dagli agenti. La ragazza si prenderà cura dell'innamorato finché i due non ricevono una lettera dal vecchio Ridgely che li invita a raggiungerlo, dando anche il proprio consenso alle loro nozze.

## Produzione
Il film fu prodotto dalla Edison Company.

## Distribuzione
Distribuito dalla General Film Company, il film - un cortometraggio in una bobina - uscì nelle sale cinematografiche degli Stati Uniti il 22 aprile 1913.